# Ligne 193 (chemin de fer slovaque)
La ligne 193 des chemins de fer Slovaque relie Prešov
à Humenné via Vranov nad Topľou.

## Histoire
La ligne a été construite durant la seconde guerre mondiale pour éviter le transit par les territoires occupé par la Hongrie. Le village de Michaľany, nœud ferroviaire (Ligne 190 et Ligne 191), de l'est de la Slovaquie ayant été annexé.